# Prosteca
Las prostecas son prolongaciones del citoplasma y de la pared celular que se pueden encontrar en algunos tipos de bacteria. Se cree que su finalidad es el aumento de la superficie del microorganismo para conseguir más alimentos, dado que en toda la membrana plasmática hay una gran cantidad de complejos proteicos transportadores de alimentos.
Estos apéndices no son pili ni  flagelos  ya que son extensiones de la membrana celular y contienen citosol.